# سرسبز (فیلم)
سرسبز (به انگلیسی: Lush) فیلمی محصول سال ۲۰۰۰ و به کارگردانی مارک گیبسون است. در این فیلم بازیگرانی همچون کمبل اسکات، جرد هریس، لورا لینی، لاورل هالومن، نیک آفرمن و جو کرست ایفای نقش کرده‌اند.